# Берберана
Берберана (ісп. Berberana) — муніципалітет в Іспанії, у складі автономної спільноти Кастилія-і-Леон, у провінції Бургос. Населення — 71 особа (2010).
Муніципалітет розташований на відстані близько 280 км на північ від Мадрида, 80 км на північний схід від Бургоса.
На території муніципалітету розташовані такі населені пункти: (дані про населення за 2010 рік)
- Берберана: 65 осіб
- Вальпуеста: 6 осіб

## Демографія
Динаміка населення (INE ):